# Ozzie Newsome
Ozzie Newsome Jr. (* 11. März 1956 in Muscle Shoals, Alabama), Spitzname: The Wizard of Oz ist ein ehemaliger US-amerikanischer American-Football-Spieler. Er spielte als Tight End in der National Football League (NFL) bei den Cleveland Browns. Newsome ist seit 1999 Funktionär bei den Baltimore Ravens. 2002 wurde er der erste afroamerikanische General Manager in der NFL. 2019 gab er sein Amt an seinen langjährigen Protegé Eric DeCosta ab, bleibt dem Team aber bis heute als Executive Vice President erhalten.

## Jugend
Ozzie Newsome besuchte in Leighton die High School, wo er als Baseball-, Basketball und Footballspieler aktiv war. In der Footballmannschaft spielte er auf verschiedenen Positionen. Nach der Schule musste er zum Lebensunterhalt seiner Familie beitragen und auf den umliegenden Baumwollfeldern arbeiten sowie im Restaurant Fat's Cafe seines Vaters aushelfen.

## Spielerlaufbahn

### Collegekarriere
Newsome studierte von 1974 bis 1977 an der University of Alabama und spielte für deren Footballmannschaft den Alabama Crimson Tide als Wide Receiver. Ozzie wurde aufgrund seiner sportlichen Leistungen vielfach ausgezeichnet. Er wurde dreimal in die Auswahlmannschaft der Southeastern Conference (SEC) und zweimal zum All-American gewählt. Im Jahr 1977 erfolgte in der SEC seine Wahl zum Offensive Player of the Year. Newsome gewann mit seinem Team dreimal die Meisterschaft in der SEC. Er schloss sein Gartenbaustudium erfolgreich ab und wurde durch sein College aufgrund seiner sportlichen Leistungen mehrfach ausgezeichnet.

### Profikarriere
Ozzie Newsome wurde im Jahr 1978 in der ersten Runde an 23. Stelle durch die Cleveland Browns gedraftet. Bei den Browns wechselte er auf die Position des Tight End und wurde bereits als Rookie zum Starter. Im Jahr 1984 hatte Marty Schottenheimer das Amt des Head Coachs bei den Browns übernommen, denen im Jahr 1985 die Verpflichtung von Quarterback Bernie Kosar gelang. 1986 sollte Newsome dann zum ersten Mal mit seiner Mannschaft in das AFC Championship Game einziehen. Zuvor war es den Browns im Divisional-Play-off-Game gelungen die New York Jets mit 23:20 zu schlagen. Newsome hatte an dem Sieg einen entscheidenden Anteil. Mit sechs Pässen von Kosar gelang ihm ein Raumgewinn von 114 Yards. Im AFC Championship Game unterlag das Team von Newsome den Denver Broncos mit 23:20.
Die Browns waren auch im kommenden Jahr erfolgreich. Newsome gelangen dabei im AFC-Divisional-Play-off-Game gegen die Indianapolis Colts vier Passfänge zu einem Raumgewinn von 65 Yards. Nach dem 38:21-Sieg über die Colts scheiterten die Browns aber im AFC Championship Game erneut an den Broncos. Newsome hatte dabei mit drei Passfängen die knappe 38:33-Niederlage seiner Mannschaft nicht verhindern können.
Auch in der Spielrunde 1989 konnte die Mannschaft aus Cleveland im Endspiel die Denver Broncos nicht schlagen. Die Browns hatten sich zuvor noch im AFC-Divisional-Play-off-Game knapp mit 34:30 gegen die Buffalo Bills durchsetzen können, wobei Newsome erneut vier Pässe fangen konnte, mussten sich aber dann im Endspiel den Broncos mit 37:21 geschlagen geben. Newsome gelang als Profispieler nie ein Titelgewinn mit seiner Mannschaft. Nach der Saison 1990 beendete er seine Laufbahn.

## Footballfunktionär
Ozzie Newsome wechselte nach seiner Spielerlaufbahn in die Verwaltung der Browns. Er war dort zunächst als Scout tätig, bevor er zum Leiter der Personalabteilung ernannt wurde. Die Browns stellten im Jahr 1995 vorläufig ihren Spielbetrieb ein, deren Organisation wechselte nach Baltimore und nannte sich fortan Baltimore Ravens. Newsome wurde zunächst Vizepräsident der Ravens und hatte zudem die Personalverantwortung. Ihm gelang die Verpflichtung zahlreicher namhafter Spieler, wie Ray Lewis, Rod Woodson, Shannon Sharpe oder Trent Dilfer. Zusammen mit Trainer Brian Billick gilt er als der „Architekt“ der Baltimore Ravens, die im Jahr 2001 im Super Bowl XXXV die New York Giants mit 34:7 besiegen konnten. Newsome war bis 2019 der General Manager der Ravens. Er war der erste schwarze Manager in der NFL. Während seiner Amtszeit konnten die Ravens zehnmal in die Play-offs einziehen. Im Jahr 2013 gewann sein Team unter Trainer John Harbaugh den Super Bowl XLVII mit 34:31 gegen die San Francisco 49ers. Seit 11. Januar 2019 ist sein Nachfolger Eric DeCosta im Amt.

## Ehrungen
Ozzie Newsome spielte dreimal im Pro Bowl, wurde siebenmal zum All-Pro gewählt und ist Mitglied im NFL 1980s All-Decade Team, in der Pro Football Hall of Fame, in der College Football Hall of Fame und in der Alabama Sports Hall of Fame. Die Cleveland Browns ehren ihn im Cleveland Browns Stadium auf dem Ring of Honor.